# تاميتشي هارا
تاميتشي هارا (باليابانية: 原為一)‏ (1900 في كاغاوا - 1980 في اليابان) عسكري من اليابان.